# ニール・アームストロング (調査船)
|          |                                                         |                                                         |
| 艦歴     |                                                         |                                                         |
| 起工     | 2012年8月17日                                           | 2012年8月17日                                           |
| 進水     | 2014年2月22日                                           | 2014年2月22日                                           |
| 竣工     | 2015年9月23日                                           | 2015年9月23日                                           |
| 性能諸元 |                                                         |                                                         |
| 排水量   | 3,204トン（ロングトン）                                 | 3,204トン（ロングトン）                                 |
| 全長     | 72.5m                                                   | 72.5m                                                   |
| 全幅     | 15.2m                                                   | 15.2m                                                   |
| 吃水     | 4.6m                                                    | 4.6m                                                    |
| 機関     | 主機ディーゼルエンジン4基 合計4,176kW(5,600ps)          | 主機ディーゼルエンジン4基 合計4,176kW(5,600ps)          |
| 推進器   | 可変ピッチプロペラ2軸 バウスラスタ・スタンスラスタ各1基 | 可変ピッチプロペラ2軸 バウスラスタ・スタンスラスタ各1基 |
| 速力     | 巡航11.5ノット                                          | 巡航11.5ノット                                          |
| 航続距離 | 11,500海里                                              | 11,500海里                                              |
| 行動日数 | 40日                                                    | 40日                                                    |
| 定員     | 乗員20名 + 研究者24名                                   | 乗員20名 + 研究者24名                                   |

ニール・アームストロング（R/V Neil Armstrong (AGOR-27)）はアメリカ海軍研究事務所（Office of Naval Research）が保有し、ウッズホール海洋研究所が運用する海洋調査船である。船名は人類史上初めて月面を歩いたアポロ11号のニール・アームストロング船長に因む。姉妹船に同じく宇宙飛行士から命名されたサリー・ライド（AGOR-28）がある。

## 概要
1970年に就役した調査船クノール(AGOR-15)の代替船としてダコタ・クリーク・インダストリーズで建造され、2014年2月22日に進水。3月29日の命名式典において故人の妻キャロル・アームストロングにより命名された。建造費は7,400万ドルで海軍との契約によりウッズホール海洋研究所は年間35万ドルの運用維持費を拠出する。
音響探査機器として、最大水深11,000mの海底を走査可能なマルチビーム・エコーサウンダ、海底下の地層を分析するサブボトムプロファイラ、海流の速度を三次元で計測する超音波流速計(ADCP)などを搭載。
船内にはメインラボ(95m2)、ウェットラボ（37m2）の二つの研究室とコンピュータ室（29m2）を備え、最大250tの科学調査機器を積載可能なスペースを持つ。
船尾のAフレームクレーン(15t)の他、後部の作業甲板全体をカバーするクレーン(11t)と右舷舷側に観測機器を吊下可能な動揺補償クレーン(5.5t)を装備、前甲板にもポータブルクレーン(1t)を備える。また25,000ポンドの能力を持つウィンチを持ち、各種のサンプル採集器を運用可能である。

## 船歴
2016年6月に最初の国際調査の航海を行い、北大西洋のイルミンガー海に配置された海洋観測イニシアチブ（Ocean Observatories Initiative：OOI）の観測アレイを回収・配置した。